# Pseudomecas nigricornis
Pseudomecas nigricornis là một loài bọ cánh cứng trong họ Cerambycidae.